# مالت (جزیره)
مالت (انگلیسی: Malta) بزرگترین جزیره از میان سه جزیره اصلی که مجمع‌الجزایر مالت را تشکیل می‌دهند. جزیره مالت در میانه دریای مدیترانه دقیقا در جنوب ایتالیا و شمال لیبی واقع شده است
این جزیره دارای ۲۷ کیلومتر (۱۷ مایل) دراز و ۱۴٫۵ کیلومتر (۹ مایل) عرض و مجموع ۲۴۶ کیلومتر مربع (۹۵ مایل مربع) مساحت است. مرکز آن والتا و بزرگترین شهر آن کورمی می باشد. جمعیت این جزیره ۴۰۹٬۲۵۹ نفر می باشد